# Eismusikfestival Geilo
Das Eismusikfestival Geilo ist ein jährlich stattfindendes Klassikfestival im norwegischen Geilo, bei dem die Instrumente ausschließlich aus Eis angefertigt sind. Ins Leben gerufen wurde es von dem europaweit bekannten Percussionisten Terje Isungset, der ebenfalls aus Geilo stammt. Die Veranstaltung gilt als das weltweit erste Eismusikfestival.

## Geschichte
Die Idee, Eis als Grundlage für klassische Instrumente zu nehmen, hatte Isungset 1998, als er für die Winterfestspiele in Lillehammer den Auftrag erhielt, an einem gefrorenen Wasserfall zu spielen. In dem Zeitraum von konzeptioneller Arbeit und tatsächlicher Umsetzung dieser Idee wurde er von einem Eishotel in Schweden beauftragt, Instrumente für dessen Feier zur Jahrtausendwende zu entwickeln. Das daraus folgende Konzert führte dazu, dass sich Isungset in diese Art Instrumente „verliebte“. Es folgte eine Zeit der Experimente und der ersten Konzerte, woraus sich 2005 die Idee entwickelte, mit Eisinstrumenten ein Festival umzusetzen. Die Erstauflage fand 2006 statt. Seitdem folgt die Fortsetzung stets in der ersten Vollmondnacht eines neuen Jahres – trotz Minustemperaturen immer als Freiluftkonzert. Vor diesem Hintergrund schreiben die Organisatoren die Warnung „Remember warm clothes!“ in die Programmhefte.

## Instrumente
Bei der Vorbereitung des Festivals liegt die Hauptarbeitung in der Herstellung der Eisinstrumente. Das Material wird dabei in Blöcken mit Kettensägen aus dem Eis der Umgebung herausgeschnitten, zerteilt und anschließend „in Feinarbeit mit Messern und Bohrern“ in Form gebracht. Die Instrumente – wie Eisgitarre, Eisgeige oder Eisharfe – entstehen direkt vor Ort und das erst kurz vor den Konzerten. Sie werden gemeinsam von den Musikern mit „Spezialisten aus aller Welt“ konstruiert, darunter der US-Eiskünstler Bill Covitz. Insgesamt dauert es bis zu fünf Tage, bis diese Arbeiten abgeschlossen sind.
Je nach Instrument findet Eis aus unterschiedlichen Quellen Verwendung. So ist Gletschereis aufgrund der eingeschlossenen Luftblasen laut Isungset lediglich für das Horn geeignet. Eine weitere Rolle für den Klang spielt die Umgebungstemperatur: So könne bei minus 20 Grad Celsius der größte Klangreichtum per Eispercussion produziert werden, während bei Temperaturen um den Gefrierpunkt der Klang an Fülle verliere. Zudem muss er eine Menge Ausschuss produzieren, da das Eis keine konstante Qualität liefere: So würden „von hundert ähnlich aussehenden Stäben“, die Isungset aus dem Eis für seine Schlaginstrumente schnitze, „vielleicht fünf“ klingen, der Rest sei stumm. Instrumente wie das Horn können dagegen aufgrund der Atemluft, die das Eis schmelzen lässt, nur für ein einzelnes Konzert eingesetzt werden.

## Anreise
Geilo liegt per Bahn drei respektive dreieinhalb Stunden von Bergen bzw. Oslo entfernt. Vom Bahnhof geht es zum Fuße des Berges Kikuttoppen und von dort per Skilift weiter. Die abschließende Passage ist ein schmaler Fußweg, an dessen Ende ein Amphitheater aus meterhohen Schneewänden zu finden ist.

## Internationale Rezeption
Die Veranstaltung wird europa- bzw. weltweit wahrgenommen. So gibt es neben einer Reihe angelsächsischer Medien wie BBC, Daily Telegraph und Vice (mit Video) auch Berichte von Schweizer und chinesischen Medien sowie dem englischsprachigen Programm von Deutsche Welle.
Im Jahr 2013 feierte die Eismusik von Terje Isungset ihre Österreich-Premiere in Bludenz in Vorarlberg.